# 2011 au pays de Galles
Chronologie du pays de Galles
- 2007
- 2008
- 2009
- 2010
- 2011
- 2012
- 2013
- 2014
- 2015

## Sport

### Football
- 8 février –  République d'Irlande 3-0  Pays de Galles (Nations Cup)
- 9 février –  Pays de Galles espoirs 2-0  Irlande du Nord espoirs (amical)
- 26 mars –  Pays de Galles 0-2  Angleterre (éliminatoires de l'Euro 2012)
- 29 mars –  Andorre espoirs 0-1  Pays de Galles espoirs (éliminatoires championnat d'Europe espoirs 2013

## Décès
- 28 janvier – Margaret Price, soprano, 69 ans[1].
- 2 février – Margaret John, actrice galloise, 84 ans[2].
- 29 mars – Robert Tear, ténor gallois, 72 ans[3].